# Saint-Léger-lès-Authie
Saint-Léger-lès-Authie – miejscowość i gmina we Francji, w regionie Hauts-de-France, w departamencie Somma.
Według danych na rok 1990 gminę zamieszkiwały 92 osoby, a gęstość zaludnienia wynosiła 21 osób/km² (wśród 2293 gmin Pikardii Saint-Léger-lès-Authie plasuje się na 905. miejscu pod względem liczby ludności, natomiast pod względem powierzchni na miejscu 933.).